# Скорочкин, Сергей Григорьевич
Сергей Григорьевич Ско́рочкин (10 июля 1961 — 1 февраля 1995) — бизнесмен и депутат Государственной думы РФ первого созыва от фракции ЛДПР. Убит неизвестными в 1995 году.

## Биография
Родился 10 июля 1961 года в городе Назарово Красноярского края в семье рабочего.
Получив среднее образование, служил в Советской Армии, впоследствии работал трактористом. Во время перестройки стал заниматься предпринимательской деятельностью, в частности, работал генеральным директором завода в городе Зарайске Московской области, занимавшегося производством дешёвой водки, и ремонтно-строительного кооператива. В декабре 1993 года был избран депутатом Государственной Думы Федерального Собрания РФ первого созыва. В Государственную Думу Скорочкин был выдвинут группой избирателей «Союз 12 декабря», вошёл во фракцию ЛДПР.
По словам Владимира Жириновского, Скорочкин «победил сам» в своём округе, однако во фракцию ЛДПР вступил в связи с тем, что его стала прижимать местная мафия и ему необходимо было избавиться от возраставшего давления.
Во время своего депутатства занимал должность члена Комитета по труду и социальной поддержке. Имел жену и двух детей.
Скорочкин стал единственным парламентарием, от руки которого, возможно, в период исполнения им депутатских полномочий погибли люди. В пасхальную ночь с 1 на 2 мая 1994 года в Зарайске из автомата Калашникова были расстреляны врач Ираклий Шанидзе, гражданин Грузии, и его сожительница, 26-летняя учительница Оксана Гусева. Основным подозреваемым по этому делу стал Скорочкин. По его версии, Шанидзе сам убил Гусеву, а затем Скорочкин, вырвав у него автомат, расстрелял его. При этом Скорочкин делал упор на состояние аффекта и применение необходимой обороны. На одном из допросов Скорочкин заявил: «А что бы Вы сделали на моём месте? Я думаю, Вы поступили бы точно так же!» Однако по версии следствия, действовал он отнюдь не в состоянии аффекта, более того, весьма профессионально: стрелял прямо из окна «Волги», выпустив 18 пуль. На представление о снятии со Скорочкина депутатской неприкосновенности Госдума ответила отказом. В его защиту выступила не только фракция ЛДПР во главе с Владимиром Жириновским, но и многие другие депутаты. Сам Скорочкин неоднократно игнорировал вызовы в прокуратуру на допросы, и вскоре перебрался жить в Великобританию, мотивируя это интересами безопасности своей семьи.
Скорочкин имел репутацию весьма экспансивного политика. Одним из последних скандалов, связанных с ним, была ночная драка в гостинице «Москва» 2 декабря 1994 года.

## Убийство
1 февраля 1995 года Скорочкин был похищен в Зарайске примерно в 23:35 из бара «У Виктора» группой неизвестных в камуфляжной одежде. Нападавшие представились сотрудниками ОМОНа, из-за чего Скорочкин сопротивления не оказал. Его тело было обнаружено на следующий день у деревни Сарыбьево Луховицкого района. Как показало вскрытие, Скорочкин был убит пятью выстрелами в голову из пистолета ТТ, сильно обезобразившими лицо. Рядом с телом была обнаружена маска, что позволяло предположить, что перед смертью депутат увидел лицо своего убийцы. Оружие, из которого был убит Скорочкин, было найдено лишь весной, под сошедшим снегом.
Владимир Жириновский потребовал самого тщательного расследования убийства и заявил на заседании Госдумы, что это было политическое убийство. На панихиде присутствовало свыше 200 депутатов, представлявших различные фракции. Из речи Владимира Жириновского на похоронах:

…Он погиб на посту, не в дорожной катастрофе, не где-нибудь за границей, а своём городе, там, где он много сделал для жителей, там, где стоят его заводы…

## Расследование
Следствие поручили той же бригаде, которая занималась расследованием убийств Гусевой и Шанидзе. Первым подозреваемым в заказе убийства Скорочкина стал нижегородский предприниматель Николай Лопухов, которому Скорочкин продал свой завод по производству водки. Как было установлено, Лопухов к началу 1995 года уже выплатил большую часть долга Скорочкину за предприятие, оценённое в 1 миллион 200 тысяч долларов США, однако оставался ещё должен 388 тысяч долларов, которые должен был вернуть 29 января 1995 года. Однако он этого не сделал, а через три дня Скорочкин прилетел из Великобритании и был убит.
Исполнителями убийства были бывший телохранитель Скорочкина — некто Олег Липкин, и его приятель. В их домах было обнаружено оружие. 5 апреля 1995 года Липкин и его сообщник были арестованы, при обыске у первого нашли гранату. Давать показания они отказались. Вскоре были арестованы и их сообщники — некие Зорин, Евсеев, Теймураз Кургин и Москалёв. Они дали показания, что участвовали в похищении и транспортировке Скорочкина. Заказчика убийства они не знали.
22 июня 1995 года Лопухов был арестован. Он признал факт наличия долга перед Скорочкиным, но заявил, что собирался попросить об отсрочке и взять деньги из прибыли. Однако следствие установило ещё один возможный мотив Лопухова — он претендовал на место Скорочкина в Государственной Думе. 29 октября 1998 года решением жюри присяжных Московского областного суда Лопухов, Евсеев, Зорин и Москалёв были оправданы и освобождены из-под стражи прямо в зале суда. Преступление было квалифицировано как «похищение человека, повлекшее его смерть». 26 ноября того же года суд приговорил Липкина к 5,5 годам лишения свободы, а его сообщника — к 4,5, без конфискации имущества и с отбыванием наказания в исправительной колонии общего режима.
В феврале 1999 года Верховный суд РФ отменил обвинительный приговор, в мае 2001 года — повторно, а в мае 2003 года — в третий раз. В феврале 2005 года дело было прекращено за истечением срока давности.

## В массовой культуре
- Документальный фильм из цикла «Криминальная Россия» — «Убийство депутата Скорочкина» (1999).
- Делу Скорочкина был посвящён один из выпусков программы «Независимое расследование» (2000).